# دوروثي مارغريت ستيوارت
دوروثي مارغريت ستيوارت (بالإنجليزية: Dorothy Margaret Stuart)‏ (1889 - 14 سبتمبر 1963)؛ كاتِبة وشاعرة بريطانية.

## روابط خارجية
- دوروثي مارغريت ستيوارت على موقع أوليمبيديا (الإنجليزية)